# انسلم
قدیس آنسِلم کانتِربِری یکی از مهم‌ترین متفکران مسیحی است. به سبب شیوهٔ استدلالی آنسلم عده‌ای از مورخان اندیشهٔ مسیحی، او را پدر فلسفهٔ مدرسی می‌دانند. او که از بزرگ‌ترین فلاسفهٔ قرن یازدهم میلادی بود به سبب تأثیر عمیق آگوستین بر فلسفه‌اش به آگوستین ثانی معروف شد.

## زندگی
آنسلم در سال ۱۰۳۳ میلادی (424 قمری) در شهر آئوستا واقع در پیدمونت، ایتالیا به‌دنیاآمد. تحصیلات مقدماتی‌اش را در بورگوندی گذراند و سپس به دیر بندیکتی بک در نورماندی رفت تا الاهیات مسیحی را فراگیرد و به درجهٔ کشیشی و بالاتر از آن برسد. آنسلم در سال ۱۰۷۸ میلادی (449 قمری) به ریاست دیر بک رسید. در سال ۱۰۹۳ میلادی (471 قمری) استاد، دوست و پیشوای دینی آنسلم، لانفرنک، درگذشت و آنسلم قدیس به جانشینی او برگزیده‌شد و برای منصب اسقف کانتربری انتخاب شد. از آن پس او به آنسلم کانتربری مشهور گشت. این فیلسوف بزرگ قرون وسطی و متأله بزرگ مسیحیت در سال ۱۱۰۹ میلادی (487 قمری) درگذشت.

## اندیشه و آراء آنسلم

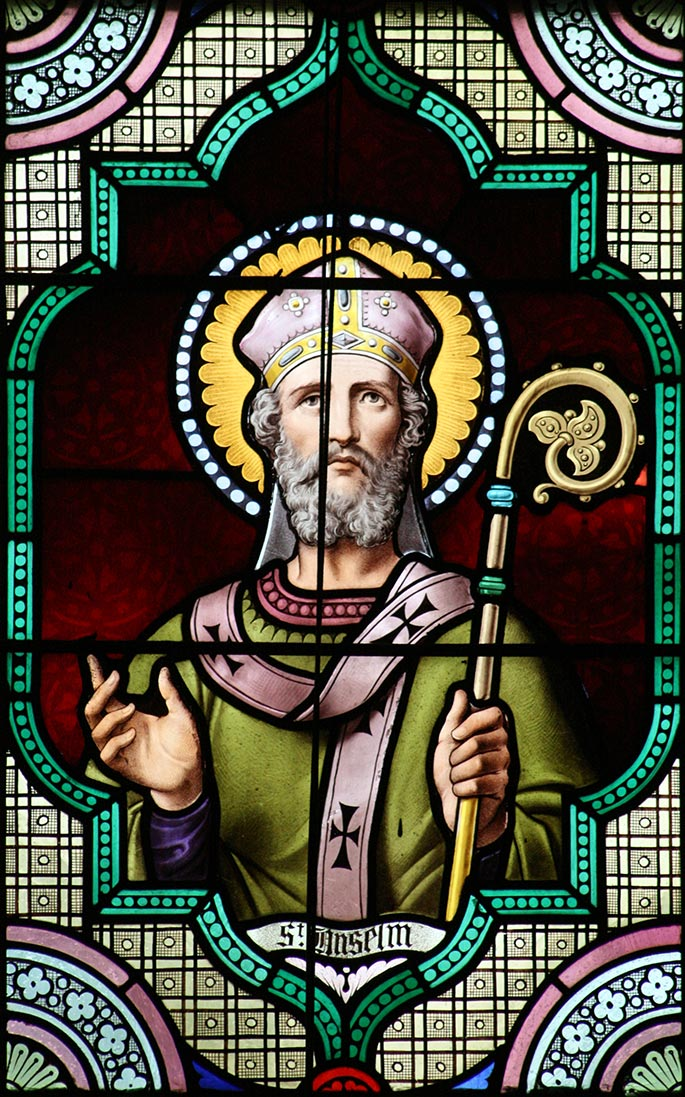
قدیس آنسِلم کانتِربِری

### رابطهٔ عقل و ایمان
قرن یازدهم میلادی دوره‌ای است که اکثر متفکرین غرب مشغول بررسی عقلانی اعتقادات بودند. عده‌ای عقل را ارجح بر ایمان می‌پنداشتند و عده‌ای ایمان را ارجح بر عقل. در این دوران آنسلم از رابطهٔ عقل و ایمان سخن به‌میان‌می‌آورد. آنسلم از سویی در پی ادراک خداوند و هستی به وسیلهٔ ایمان بود و از سوی دیگر به فکر سنجش منطقی و دیالکتیکی اندیشه‌هایش افتاده‌بود. با وجود این که آنسلم گاهی هدف خود را یافتن حقایق بدون رجوع به کتاب مقدس می‌دانست، اما در بسیاری از رسالاتش ایمان و حجیت متون مقدس را برتر از استدلال عقلی عنوان کرده‌است. این بدان معناست که اگر عقل استنتاجی بدیهی کند که با کتاب مقدس سازگار باشد، عقل به خودی خود دربارهٔ آن موضوع حجت است. اما اگر عقل حکمی را بدیهی بداند که کتاب مقدس آن را نمی‌پذیرد، در این صورت استدلال عقلی حقیقت نبوده و حجت کتاب مقدس خواهدبود.
از نظر آنسلم دو نوع شناخت وجود دارد: شناخت عقلانی و شناخت ایمانی. بر این اساس ابتدا باید ایمان آورد پس از آن می‌توان از عقل به صورت گسترده و نامحدود سود جست. این بدان معناست که حقایقی توسط وحی و ایمان به وحی بر آدمی عیان می‌شود که هرگز توسط صرف عقل دستیابی به آن‌ها مقدور نخواهدبود. از نظر آنسلم زمانی استفاده از عقل جایز است که هدف ایمان باشد. در حقیقت آراء آنسلم دربارهٔ عقل و ایمان و ارتباط این دو تا حدودی دوپهلو و حتی متناقض می‌نماید.
از نظر آنسلم بالاترین مرحلهٔ ایمان رؤیت سعادتمندانهٔ خداوند است و راه مابین ایمان ابتدایی تا این رؤیت سعادتمندانه را باید به واسطهٔ عقل طی‌کرد. به عبارت دیگر سعادت واقعی زمانی به دست می‌آید که در ایمان تفحص عقلانی صورت‌گیرد. این مسئله مصداق سخن اشعیا نبی است که می‌گوید: «اگر ایمان نیاوری، نخواهی‌فهمید.»

### براهین اثبات وجود خدا
آنچه بیش از هر چیز آنسلم را مشهور کرد براهینی بود که وی برای اثبات وجود خداوند آورد. آنسلم به درخواست راهبان دیربک مجموعه‌ای از براهین را برای اثبات وجود خدا نوشت و در این براهین نه به کتاب مقدس و نه به مراجع کلیسا رجوع نکرد. در حقیقت برهان‌های معروف آنسلم حاصل بحث‌های او با راهبان دیر بود.
آنسلم دو نوع برهان ارائه کرد: برهان پیش از تجربه و برهان پس از تجربه. برهان پیش از تجربه بر اساس مشاهده عالم شکل گرفته و روندی از معلول به علت دارد و در نهایت طالب اثبات علت العلل است. این برهان بر مبنای ذهن انسان و مفهوم منعکس شدهٔ خداوند در این ذهن استوار است. هدف این نوع برهان در حقیقت این است که از مفهوم خداوند در ذهن وجود عینی او اثبات شود.
برهان پس از تجربه طریقی است برای حرکت از معرفت معلول به شناخت علت. در واقع در این نوع برهان ما دیگر نه با ذهن و مفاهیم ذهنی بلکه با واقعیت عینی طرفیم. این واقعیت‌ها بر حسب درجه کمالشان متفاوتند و بمکتب ترتیب موجودات عالی تر علت موجودات سافل خواهند بود. مونولوگیون (گفتگو با خود) نام رساله‌ای از آنسلم است که در آن سه برهان پس از تجربه برای اثبات وجود خداوند مطرح می‌شود:
برهان اول: بر مبنای بهره‌مندی در فلسفه افلاطون است. این برهان می‌گوید هر چه نسبی است از یک مطلق بهره‌مند است. درک مفهوم نسبی بدون ادراک مفهوم مطلق غیرممکن است.
آنچه بیش از هر چیز آنسلم را مشهور کرد براهینی بود که وی برای اثبات وجود خداوند آورد. آنسلم به درخواست راهبان دیربک مجموعه‌ای از براهین را برای اثبات وجود خدا نوشت و در این براهین نه به کتاب مقدس و نه به مراجع کلیسا رجوع نکرد. در حقیقت برهان‌های معروف آنسلم حاصل بحث‌های او با راهبان دیر بود.
برهان سوم: این برهان بیش از آن که صورت برهانی داشته باشد تبیینی است بر هستی‌شناسی آنسلمی. در این برهان طبقات و درجات کمال مطرح می‌شوند.
برهان پس از تجربه طریقی است برای حرکت از معرفت معلول به شناخت علت. در واقع در این نوع برهان ما دیگر نه با ذهن و مفاهیم ذهنی بلکه با واقعیت عینی طرفیم. این واقعیت‌ها بر حسب درجه کمالشان متفاوتند و بدین ترتیب موجودات عالی تر علت موجودات سافل خواهند بود. مونولوگیون (گفتگو با خود) نام رساله‌ای از آنسلم است که در آن سه برهان پس از تجربه برای اثبات وجود خداوند مطرح می‌شود:

### خداشناسی
آنسلم معتقد بود که ذات خدا بسیط است و به سبب این بساطت ذات، وجودش در همهٔ مکان‌ها و زمان‌ها حاضر است؛ این در حالی است که در نظر او وجود خداوند خارج از زمان و مکان است و در هیچ چیز به صورت جوهری وجود ندارد. هر چه موجود است از برکت حضور اوست و با حضور او حمایت می‌شود و اگر او نباشد موجودات وجود خود را از دست خواهند داد و معدوم خواهند شد. از نظر آنسلم خداوند به عنوان موجود واجب علت به وجود آمدن موجودات ممکن است.
برهان دوم: در این برهان به علت وجودی اشیاء توجه می‌شود. همین توجه به علیت است که در این برهان نقش اساسی را ایفا می‌کند زیرا در این برهان از طریق علیت وجود خدا اثبات می‌شود.

### نظریه خلقت
از نظر آنسلم دو نوع وجود هست: وجود بنفسه و وجود بالغیر. وجود بنفسه آن وجودی است که ذاتی، ضروری و واجب است؛ یعنی وجودی که وابسته به هیچ چیز جز خود نیست، علت بسیاری معلول‌های دیگر است و نیز نبودش را نمی‌توان متصور شد. وجود بالغیر متعلق به موجودی است که وجودش را از غیر خود می‌گیرد. این موجود موجودی ممکن است و چون موجود ممکن نمی‌تواند علت وجودی خود باشد محتاج به علت واجب است.
اما مهم‌ترین برهان اثبات وجود خدای آنسلم برهان وجودی است. این برهان که در رساله پروسلوگیون (گفتگو با غیر) مطرح می‌شود از مفهوم وجود خدا در ذهن شروع می‌شود و به اثبات وجود خدا در عین خاتمه می‌یابد.
خداوند علل فاعلی، صوری و غایی موجودات است اما علت مادی آن‌ها نیست. آنسلم معتقد است که خداوند ماده را در جوهری دیگر خلق کرده‌است. بمکتب ترتیب آنسلم به پیروی از سنت پولسی - یوحنایی خلقت را از عدم دانست. در نتیجه قدرت و اختیار خداوند جهان را از عدم خلق کرده و اگر او توجه‌اش را لحظه‌ای از ما بر گیرد همه چیز از بین خواهد رفت.
آنسلم در رساله در باب اختیار، از اراده آزاد انسان سخن می‌گوید. او با اشاره و ارجاع به کتاب مقدس بیان می‌دارد که انسان به تصویر و شکل خداوند خلق شده و در نتیجه توانایی انجام افعال خیر و شر را دارد. از نظر آنسلم قدیس انسان قبل از گناه نخستین مانند فرشتگان آزاد بود. البته آزادی در ذهن آنسلم با آنچه ما آزادی می‌نامیم تفاوت بنیامکتب دارد. آزادی برای انسان از نظر آنسلم یعنی خواستن آنچه انسان باید آن را انجام دهد و برایش مناسب است؛ بنابراین تعریف، در نظر آنسلم اراده و آزادی در ارتباط مستقیم با یکدیگرند. اما پس از ارتکاب گناه نخستین انسان با سوءاستفاده از اراده خود توانایی سودجستن از آزادی را از دست داد. اما چون انسان با اراده خود گناه نخستین را مرکتب شده باید از همین اراده برای رهایی از بار سنگین گناه نیز استفاده کند.
از نظر آنسلم دو نوع وجود هست: وجود بنفسه و وجود بالغیر. وجود بنفسه آن وجودی است که ذاتی، ضروری و واجب است؛ یعنی وجودی که وابسته به هیچ چیز جز خود نیست، علت بسیاری معلول‌های دیگر است و نیز نبودش را نمی‌توان متصور شد. وجود بالغیر متعلق به موجودی است که وجودش را از غیر خود می‌گیرد. این موجود موجودی ممکن است و چون موجود ممکن نمی‌تواند علت وجودی خود باشد محتاج به علت واجب است.
آنسلم آزادی را توانایی ملاحظه درستی اراده برای خود درستی تعریف می‌کند. در نظر این فیلسوف قرون وسطی فقط اراده صحیح است که آزاد است. او حقیقت را با مفهوم درستی تعریف می‌کند. انسان پاک از نظر آنسلم درستی را برای خود درستی می‌خواهد و نه برای منفعتی خارج از آن؛ بنابراین تطهیر و عدالت همان درستی اراده برای خود است.
نزد آنسلم حقایق و ارزش‌ها وجودی پیشینی نسبت به اراده دارند. در حقیقت این حقایق هستند و اراده باید آن‌ها را بخواهد و با آن‌ها سازگار شود. بر همین مبنا می‌توان اخلاق را از منظر آنسلم کانتربری تعریف کرد: اخلاق، شناخت خیر و خواستن آن برای خود خیر است. خیر هم عملاً چیزی جز خیراعلی یعنی خداوند نیست. اما اراده وقتی می‌تواند خیر را بخواهد که آن را داشته باشد؛ یعنی اراده بدون لطف و امداد خیراعلی (خداوند) نمی‌تواند در مقابل وسوسه خیرهای خارجی مقاومت کند؛ زیرا اراده در بند گناه نخستین است و این لطف الهی است که حقیقت را به انسان و اراده او اعطا می‌کند. به نظر می‌رسد که آنسلم در این‌جا به جبر می‌رسد. چون در هر حالت این خداوند است که باید تصمیم بگیرد لطفش را شامل حال چه کسی بکند و خود شخص در دریافت این لطف نقش اندکی دارد.

## آثار

### رسالات
آنسلم قدیس یازده رساله (یا گفتگو) نگاشته است که در دو گروه رسالات فلسفی و رسالات الهیاتی قابل تقسیم‌بندی است:

#### رسالات فلسفی
مونولوگیون (گفتگو با خود): نخستین رساله فلسفی آنسلم است. این رساله پایه‌ای است برای پروسلوگیون (گفتگو با دیگری). در این رساله که حالت حدیث نفس را دارد سه برهان برای اثبات وجود خدا مطرح می‌شود. این برهان‌ها از جنس برهان لمی هستند.
پروسلوگیون (گفتگو با دیگری): این رساله مهم‌ترین رساله آنسلم است. در این رساله برهان وجودی مطرح می‌شود. در ادامه این رساله جوابیه‌هایی نیز حائز اهمیتند که آنسلم به منتقد خود گونیلون در دفاع از این رساله نوشته است.
در باب کارشناسی دستور زبان و ادبیات: این تنها رساله آنسلم قدیس است که هیچ مبنای مذهبی ندارد.

## در باب حقیقت
در باب اختیار: این رساله دربارهٔ حدود اراده انسان و معنای آزادی است.

## در باب هبوط شیطان

### رسالات الهیاتی
در باب تجسد کلمه الهی: این رساله ناظر به خلقت است و بر مبنای انجیل یوحنا به تبیین روند خلقت می‌پردازد.

## در باب فیضان روح القدس
چرا خدا به هیأت انسان در آمد: به نوعی در باب تثلیث است.

## در باب هماهنگی علم سابق الهی، تقدیر اهی و فیض الهی با اختیار

### دیگر آثار
به غیر از رسالات که از آن‌ها نام بردیم آنسلم نوشته‌های دیگری ب ترتیب زیر دارد:
سه مراقبه
نوزده نیایش
سیصد و هفتاد و چهار نامه
مجموعه‌ای از قطعات فلسفی
مجموعه‌ای از گفته ها
مجموعه‌ای از تأملات در باب فضیلت